# Abdijmuseum Ten Duinen

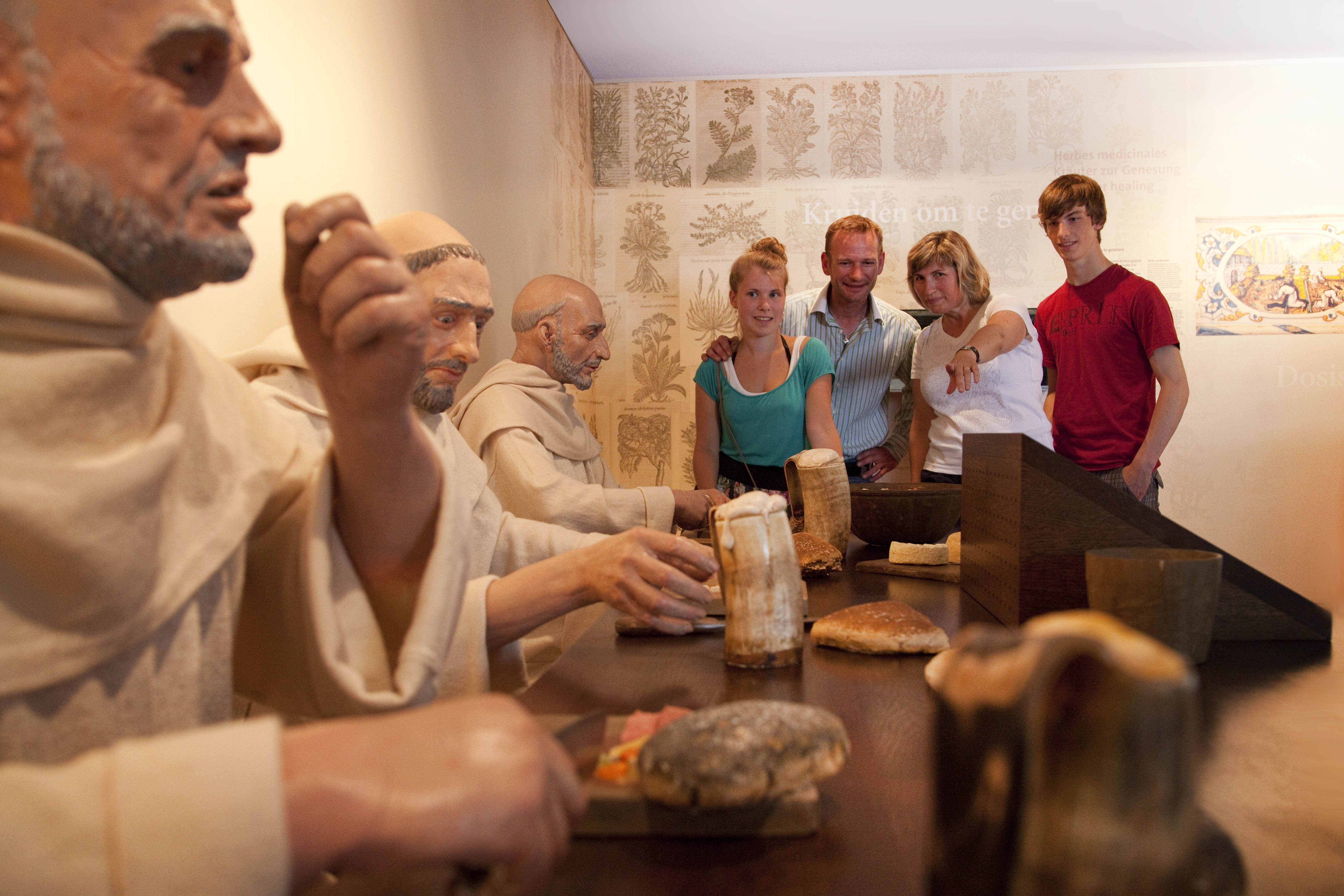
Een bezoek aan het Abdijmuseum Ten Duinen (B.ad-Jan Dhondt)

Abdijmuseum Ten Duinen is een museum in de Belgische badplaats Koksijde, bij de site van de Abdij Onze-Lieve-Vrouw Ten Duinen van de Orde van Cîteaux (cisterciënzers).
Het Abdijmuseum Ten Duinen is met het Navigo-nationaal visserijmuseum te Oostduinkerke een van de twee gemeentelijke musea van Koksijde. Het museum wordt in de volksmond ook de Duinenabdij genoemd. Die naam verwijst naar het vroegere museum uit de 1950’er jaren en de invloedrijke middeleeuwse cisterciënzerabdij aan de Vlaamse Kust.

## De middeleeuwse abdij Onze-Lieve-Vrouw Ten Duinen te Koksijde
De geschiedenis van de abdij gaat terug tot de 12e eeuw. Uit een kluizenaarsvestiging groeide een benedictijnenabdij die in 1138 toetrad tot de cisterciënzerorde. De Duinenabdij ontwikkelde zich tot een van de grootste abdijen van Vlaanderen, met eind de 13de eeuw een bezit van ca. 10.000 ha in het huidige België, Frankrijk, Nederland en Engeland, en een gemeenschap van maximaal zo’n 370 leden (1/3 koormonniken, 2/3 lekenbroeders).
De 16de eeuw leidde tot de teloorgang van de abdij: overstromingen in Zeeland, de reformatie, beeldenstorm en confiscatie, bewuste afbraak van de gebouwen, oprukkend zand dat de site overspoelde… De gemeenschap herorganiseerde zich vanaf 1627 te Brugge, waar de abdij in 1796 afgeschaft werd.

## Van archeologische site tot museum (1949-1998)
De zaligverklaring van de derde cisterciënzerabt Idesbald (1894) leidde tot een hernieuwde belangstelling voor de abdij, de gemeenschap en haar geschiedenis. Aan het eind van de negentiende eeuw begon de zoektocht naar de verzande abdij aan de Westkust. Het was de geograaf Karel Loppens die er tijdens het interbellum in slaagde om de kerk in de duinen van Koksijde opnieuw te lokaliseren.

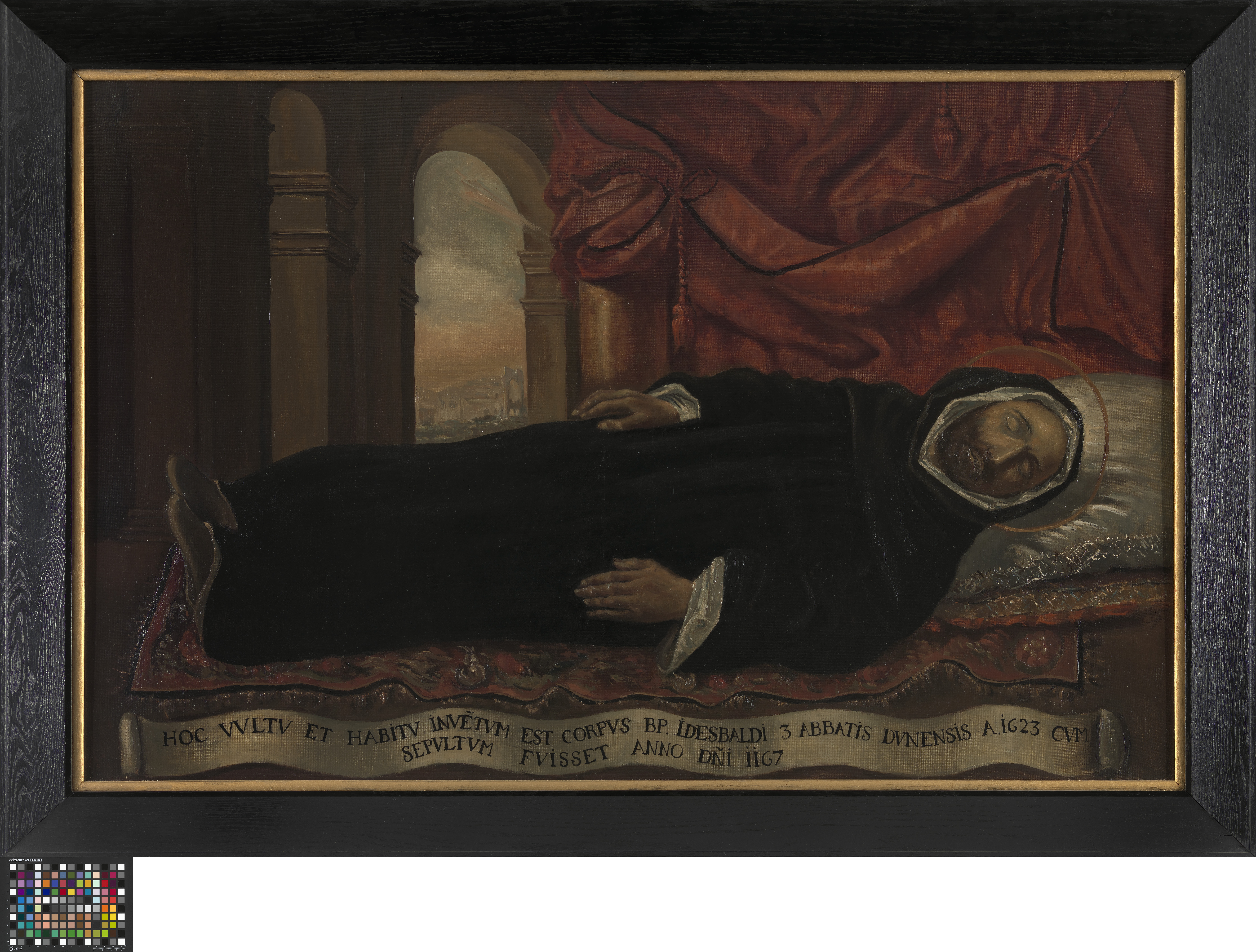
Het ongeschonden lichaam van de zalige Idesbald (19e e.) - Abdijmuseum Ten Duinen

Voor de eerste systematische opgravingen te Koksijde was het wachten tot 1949. Kort na de aanvang van de werken stootten de archeologen op graftombes en menselijke resten. Door de grote hoeveelheid grafcontexten werd de leiding over het veldwerk vanaf 1952 toevertrouwd aan het Koninklijk Belgisch Instituut voor Natuurwetenschappen uit Brussel. Een eerste museale opstelling kwam er in 1953.
De spectaculaire vondst en de opgravingen maakten in het volgende decennium de abdijsite tot een van de grote trekpleisters aan de Kust. De grote belangstelling voor de graafwerken inspireerde burgemeester Jacques Van Buggenhout (1893-1982) om de archeologische vondsten zoveel mogelijk in Koksijde te houden. Dat leidde in 1958 tot de bouw van het museum aan de Koninklijke Prinslaan te Koksijde, waarvoor men inspiratie zocht bij monastieke gebouwen. Het beheer van het museum en de site vertrouwde het gemeentebestuur toe aan de vzw Kultureel Centrum van de Duinenabdij en de Westhoek, opgericht in 1959.

## Abdijmuseum Ten Duinen (1998- )
Na een moeilijke periode in de 1990’er jaren nam het gemeentebestuur van Koksijde in 1998 onder impuls van burgemeester Marc Vanden Bussche het beheer van de archeologische site en het bijhorende museum van de vzw over. Met eigen middelen en financiële steun van Onroerend erfgoed, Toerisme Vlaanderen, de provincie West-Vlaanderen en de Europese Unie, lanceerde de gemeente een herwaarderingstraject. Het museum en het bijhorende domein werden heringericht (2000-2003). De aftakelende ruïnes werden geconsolideerd en gerestaureerd (2000-2007). Het museum kreeg een nieuwe invulling waarbij werd gefocust op een eenduidige cultuurhistorische inrichting met de klemtoon op de invloedrijke plaatselijke cisterciënzerabdij.
De rode draad doorheen de museale opstelling is het dagelijkse leven in de middeleeuwse Duinenabdij. Aan de hand van thema’s duiken de bezoekers in de geschiedenis van de abdij en haar bewoners. In 2019 werd de opstelling aangevuld met een overzicht van de bouwgeschiedenis van het gebouwencomplex dat door het ‘Plan van de Duinenabdij’ door Pieter Pourbus uit 1580 internationale bekendheid geniet. Dankzij de VR-beleving Ten Duinen@1490 is een deel van de abdij ook van binnen te bezichtigen.
Het Abdijmuseum Ten Duinen is gelegen binnen een parkdomein van circa 6 hectare en staat daarnaast in voor het beheer en de ontsluiting van
- de aanpalende archeologische site, erkend monument van de vroegere abdij Onze-Lieve-Vrouw-Ten Duinen (1986)
- de Zuid-Abdijmolen, een van de acht resterende driezolders in Vlaanderen. Deze 18de-eeuwse molen, door de gemeente Koksijde in 1954 aangekocht, werd in Houtem gedemonteerd en in Koksijde terug opgebouwd op de molenberg, waar vroeger een van de twee windmolens van de Duinenabdij stond
- het Vanneuvillehuis, een vissershuis gebouwd begin 20ste eeuw en genaamd naar de familie Vanneuville. Kunstenaar Walter Vilain woonde er en had er ook zijn atelier. Onder zijn impuls groeide het uit tot een vaste ontmoetingsplaats voor tal van kunstenaars en werden daar ook de oprichtingsstatuten van de Westhoekacademie ondertekend.

## Collectie
Het Abdijmuseum bezit twee soorten collecties: een collectie archeologica met gerichte aanvullingen en een collectie religieus erfgoed.

### De kerncollectie
De  archeologica Duinenabdij behoren tot de kerncollectie van het museum. Deze stukken zijn op de abdijsite tijdens de verschillende campagnes uit de tweede helft van de twintigste eeuw opgegraven. Het is een verzameling met bouwmaterialen (onder andere bewerkte natuursteen, bouwkeramiek, vlakglas, glas-in-lood), aardewerk, metaal en metaalproducten, hout en houtproducten, textiel, holglas, dierlijk en menselijk skeletmateriaal alsook bewerkt dierlijk materiaal (leer en been).
De Aanwinsten Duinenabdij en haar geschiedenis vullen de archeologica binnen de kerncollectie aan. Deze stukken verwijzen direct naar de Duinenabdij of haar geschiedenis, waaronder drukwerken, handschriften, prenten, relieken, devotionalia, beelden, schilderijen, enz.

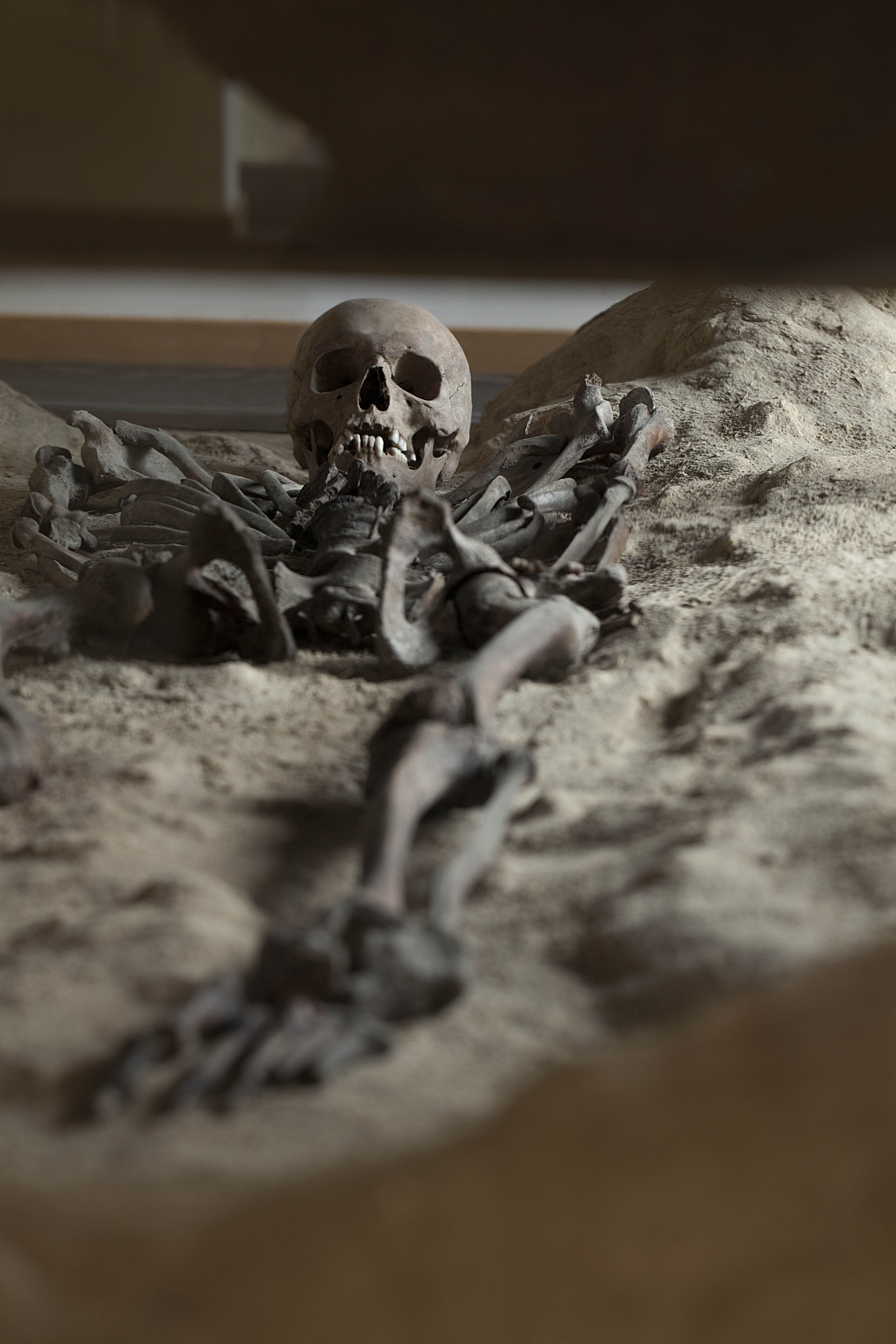
Stoffelijke resten, opgegraven op de abdijsite (B.ad-Jan Dhondt)

### Andere archeologica
Daarnaast omvat de verzameling archeologische vondsten objecten uit andere opgravingen. De deelcollectie Damme is veruit de grootste met vondsten uit de opgravingen (1968-1976) ter hoogte van de verdwenen middeleeuwse haven. Ook beheert het museum de deelcollecties Loppens, Elias en Florizoone. Dat zijn nagelaten private verzamelingen met strand- en duinvondsten. De deelcollectie van amateur-archeoloog Karel Loppens (1875-1962) bevat ook plannen, tekeningen, handboeken, schriften, documentatie, enz.
Ten slotte is er de deelcollectie Varia met materiaal uit diverse opgravingscampagnes, waaronder Zoutenaaie (1961), Jonkershove (1982), Oeren (1983), Werken (1984), Roksem (1986) en Gistel (1987). Hieronder vallen ook een aantal schenkingen, waaronder de vroegmiddeleeuwse pot van Zerkegem.
Deze stukken worden gebruikt als vergelijkingsmateriaal bij onderzoek of als presentatiemateriaal in de museale opstelling, in tijdelijke tentoonstellingen of voor bruiklenen.

### Religieus erfgoed
De collectie religieus erfgoed is ontstaan rond de verzameling van J.P. Maldague de la Héry. Deze vormt de kern van de deelcollectie religieus erfgoed. Ze bevat naast religieus zilver, kerkelijk textiel, schilderijen, beelden en boeken. De deelcollectie Maldague is na verwerving rond de eeuwwisseling door de gemeente Koksijde gericht uitgebreid met specifieke aankopen. Belangrijkste delen zijn de deelcollecties Bourdon genoemd naar de Gentse zilversmedenfamilie (vooral ontwerptekeningen aangevuld met gereedschap, matrijzen, medaillons, foto’s, documentatie) en Van Damme (met onder meer catalogi, ontwerptekeningen, schetsen en foto’s van het werk van deze Brugse zilversmid).
De vaste opstelling toont voornamelijk stukken uit de collecties Duinenabdij, Aanwinsten Duinenabdij en haar geschiedenis en Damme. De overige stukken en deelcollecties worden bewaard in het depot van het Abdijmuseum.